# باغ معین
باغ معین یکی از محلات اعیان‌نشین شهر اهواز مرکز استان خوزستان ایران است.
محله باغ معین که از پشت بیمارستان جندی شاپور (بیمارستان امام خمینی(ره)) آغاز شده و به موازات خیابان بیست و چهار متری تا پشت  سینما ساحل ادامه می‌یابد یکی از محلات زیبای اهواز می‌باشد . هتل پنج ستاره پارس اهواز نیز در این محله واقع شده‌است. این محله به تعدد درختان گل کاغذی که بیشتر رنگ صورتی دارند شهره‌است. این محله از یک سو به خیابان ۲۴ متری و از سوی دیگر به رود کارون منتهی می‌شود. به همین علت نیز در انتهای برخی از کوچه‌ها خاکریزهای آجری ساخته شده تا به هنگام بالا رفتن دبی رودخانه آب وارد این محله‌ها نشود. البته این اتفاق یکبار در اواخر دهه ۱۳۴۰ خورشیدی افتاده‌است و وضع بگونه‌ای بوده که اهالی بومی با قایق در کوچه‌ها تردد می‌نموده‌اند. نزدیک بودن این محله به پل سیاه که جهت تردد قطار از روی کارون می‌باشد موجب خسارات زیادی به هنگام وقوع جنگ ایران و عراق به این محله شد، زیرا عراق قصد کور کردن این راه ارتباطی بسیار مهم را داشت و بارها و بارها به قصد نابودی پل حمله‌های هوایی نمود که ناکام ماند و جز در ابتدای جنگ که به صورت دوره‌ای این پل را از کار انداخت دیگر چنین اتفاقی رخ نداد. به طبع آن محله باغ معین نیز از حملات بی نصیب نمی‌ماند.
محل بازجویی و تخلیه اطلاعاتی افسران ارشد اعراقی در زمان جنگ تحمیلی در این محله واقع بوده و کنسولگری سابق انگلیس در اهواز در خیابان نظام وفا باغ معین قرار دارد.
وجه تسمیه باغ معین بنا بر روایات مختلف فرق می‌کند. برخی معتقدند در زمان رضاشاه پهلوی شخصی به نام تیمسار معینی (اهل شهر بوشهر) در اینجا باغ بسیار عظیمی داشته که مملو از درختان خرما بوده و در جوار آن به وفور کاهوکاری نیز می‌شده‌است. تیمسار معینی فوت می‌کند و باغ بزرگ او تفکیک می‌شود. اما نامش همچنان بر این منطقه باقی است. یکی از علل سر سبزی این قسمت نیز به وجود یک بند باستانی انحراف آب در حوالی محل احداث کنونی پل سیاه باز می‌گردد. این بند که سالیان دراز آب کارون را به دو ساحل رودخانه منحرف کرده و موجب آبیاری باغات می‌شده باعث سرسبزی و ایجاد باغات شاداب شده بوده همچنان نیز باقی است. بدین ترتیب که پایه‌های پل سیاه روی بقایای این بند واقع شده. ناصر خسرو قبادیانی در سفرنامه معروف خود شهر اهواز را شهری چنان سرسبز توصیف می‌کند که درختانش سایه دایمی بر سر او همسفرانش گسترانیده بوده‌اند بگونه‌ای که تا پایان شهر وی نور آفتاب را ندیده‌است.